# Léon Werth
Léon Werth (ur. 17 lutego 1878 w Remiremont, zm. 13 grudnia 1955 w Paryżu) – dziennikarz, krytyk sztuki, eseista, pisarz.
Urodził się w rodzinie żydowskiej. Studiował literaturę, pracował w wielu różnych redakcjach. W 1913 roku opublikował swoją pierwszą powieść Biały dom, opisującą przeżycia pacjenta chorego na nowotwór mózgu. Powieść została nominowana do nagrody Goncourtów.
W 1931 roku poznał Antoine'a de Saint-Exupéry'ego, który właśnie jemu zadedykował Małego Księcia. Oprócz tej dedykacji, także inna książka Antoine’a de Saint-Exupéry’ego – List do zakładnika – związana jest z Léonem Werthem. Saint-Exupéry miał bowiem napisać przedmowę do książki Leona Wertha Trzydzieści trzy dni opowiadającej o ucieczce Francuzów z Paryża w obliczu zbliżających się wojsk hitlerowskich. Saint-Exupéry rozpoczął przedmowę, nadając jej tytuł List do Léona Wertha, by po licznych przeróbkach i poprawkach nazwać wstęp Listem do przyjaciela. Planowana na wiosnę 1943 publikacja nie doszła jednak do skutku, a wstęp zaczął żyć własnym życiem. Właśnie pod tytułem List do zakładnika ukazał się w czerwcu 1943, podczas gdy książka Wertha opublikowana została dopiero 49 lat później w Paryżu.

## Główne dzieła
- 33 jours – 33 dni (wydanie pośmiertne)
- Clavel chez les majors
- La maison blanche
- Clavel soldat
- Cochinchine
- Le destin de Marco
- Le monde et la ville (wydanie pośmiertne)
- Impressions d'audience, le procès de Pétain (wydanie pośmiertne)
- Saint-Exupéry, tel que je l'ai connu
- Caserne 1900 (wydanie pośmiertne)
- Déposition / Journal 1940-1944
- Voyages avec ma pipe
- Une soirée à L'Olympia